# Ameletus imbellis
Ameletus imbellis är en dagsländeart som beskrevs av Francis Day 1952. Ameletus imbellis ingår i släktet Ameletus och familjen Ameletidae. Inga underarter finns listade i Catalogue of Life.